# Porsche 964
Tipo 964 ou simplesmente 964 era apenas a designação interna do projeto na fábrica; o nome oficial sob o qual cada modelo era vendido continuava tanto Carrera ou 911 Carrera. O nome 964 é atualmente utilizado para diferenciar este carro dos outros Carrera, sobretudo entre os entusiastas da marca Porsche.
O Porsche 964 é o último dos clássicos 911. Apesar de parecido com os seus antecessores só 5 por cento das peças transitaram do anterior modelo o Carrera 3.2.
Dispondo já das modernas seguranças activas como os airbags, o ABS e conforto como ar condicionado e direcção assistida.